# Juan Manuel Ochoa
Juan Manuel Ochoa Rivero (Lima, 13 de febrero de 1958-Lima, 28 de mayo de 2021) fue un actor peruano.

## Biografía
Alumno del Colegio Militar Leoncio Prado, estudió arte y literatura en la Pontifica Universidad Católica del Perú. Su primer papel importante en el cine fue en La ciudad y los perros (1985) —adaptación cinematográfica del libro de Mario Vargas Llosa— donde interpretó a El Jaguar.
En 2007 interpretó a «El Mesías» en La gran sangre 4.
Durante muchos años lidió con la adicción a las drogas. En 2020 se realizó una campaña de apoyo en su lucha contra el cáncer a la garganta de parte de otros actores nacionales. Ese mismo año, Juan Manuel sería diagnosticado de cáncer en las amígdalas con metástasis en los ganglios y el esternón. Según su propio testimonio, fue un diagnóstico tardío, fruto de ignorar síntomas que ya tenía hace un tiempo atrás.
Falleció el 28 de mayo de 2021 a los 63 años de edad en su residencia en Lima.

## Filmografía

### Películas
- Fundido a negro (¿?) corto; como Crudo.
- La ciudad y los perros (1985) como El Jaguar.
- Alias "La Gringa" (1991) como Loco Luna
- Coraje (1999) como Esposo de Paulina.
- Confianza (2003) corto.
- Peloteros (2006)
- Mariposa negra (2006) como Asesino.
- Asu Mare (2013) como Monfu.
- Gloria del Pacífico (2014) como el Coronel E.P. "Carlos Agustín Belaúnde", primer Jefe del Batallón Cazadores de Piérola.
- Muertes en los Andes (2015)
- Perro Guardián (2014) como el Mecánico.
- Al filo de la ley (2015)

### Televisión
- Regresa (1991)
- La Perricholi (1992)
- Tatán (1994)
- Los de arriba y los de abajo (1994) como Ángel Aparicio.
- Los unos y los otros (1995) como Toribio.
- Leonela, muriendo de amor (1997-1998) como Apureño.
- Misterio (2004) como Capitán Luján.
- Augusto Ferrando de pura sangre (2005), episodio 15.
- La gran sangre 4 (2007) como El Mesías
- Clave uno, médicos en alerta (2009)
- Solamente milagros (2013), 1 episodio como Manolo.
- Goleadores (2014) como Joseph Goebbels.
- El último bastión (2018) como patriota.